# Misson, Landes

Misson este o comună în departamentul Landes din sud-vestul Franței. În 2009 avea o populație de 702 de locuitori.

## Evoluția populației
| An        | 1975 | 1982 | 1990 | 1999 | 2006 | 2009 |
| --------- | ---- | ---- | ---- | ---- | ---- | ---- |
| Populație | 663  | 611  | 607  | 628  | 708  | 702  |